# لويز أدلر
لويز أدلر (بالإنجليزية: Louise Adler)‏ هي ناشرة أسترالية، ولدت في 3 مارس 1954 في ملبورن في أستراليا.